# مت هنکاک
مت هنکاک (انگلیسی: Matt Hancock؛ زادهٔ ۲ اکتبر ۱۹۷۸) سیاست‌مدار اهل بریتانیا است که از سال ۲۰۱۸ به عنوان وزیر بهداشت و مراقبت‌های اجتماعی فعالیت می‌کند.
او پس از رسوایی اخلاقی‌اش در ارتباط با منشی متاهل خود، در ژوئن 2021 از سمت خود استعفا داد.